# Хурул

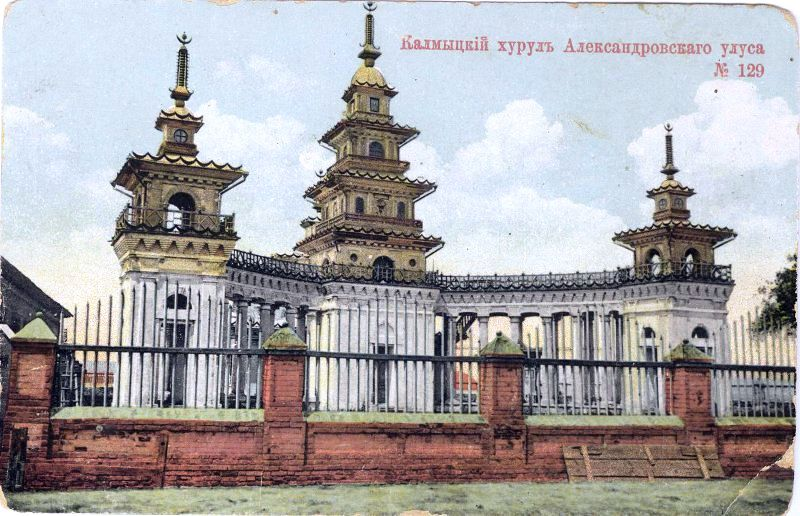
Хошеутовський хурул

Хурул (калм. хурул; монг. хурэ/хүрээ) — буддійський монастир (храм, обитель) у калмицькому (ойрат-монгольському) ламаїзмі. Одними з найвідоміших калмицьких хурулів є Золота обитель Будди Шак’ямуні в Елісті, та Хошеутовський хурул (який спочатку був у Калмицькій АО / Калмицькій АРСР, але після зміни адміністративних кордонів знаходиться в Астраханській області).
Серед калмиків і тувинців термін «хурул» є загальноприйнятою назвою для буддійських монастирів і храмів у Калмикії, Туві, Монголії та Бурятії, хоча в останній термін «дацан» з часом став основним. Слово хурул походить від монгольського слова хуре (хурэ), що означає «коло», «кільце», «огородження» та/або від монгольського слова хурал (хурал), що означає «зібрання» або «релігійне служіння» в ширшому релігійному контексті. 
За часи сталінізму, багато хурулів було закрито, перепрофільовано (наприклад, під дитячі садки) або навіть зруйновано через ідеологічну боротьбу з релігією.